# NGC 1435
NGC 1435 è una nebulosa diffusa a riflessione visibile nella costellazione del Toro.
Si tratta del più vasto degli addensamenti nebulosi che si osservano fra le stelle delle Pleiadi; noto talvolta anche come Nebulosa di Merope, a causa della presenza di questa stella nell'area di maggiore addensamento, questo complesso, che potrebbe anche essere ciò che resta di una remota supernova, fu scoperto il 19 ottobre 1859 dall'astronomo tedesco Ernst Wilhelm Tempel. John Herschel, nel suo General Catalogue, lo descrisse come una nebulosa molto debole attorno a Merope, dalle dimensioni paragonabili a quelle della Luna piena.
La nebulosa di Merope possiede una magnitudine apparente di 13 ed è illuminata interamente dalla stella Merope, che vi si trova avvolta; contiene al suo interno un bozzolo più luminoso, catalogato come IC 349, ad una distanza di mezzo minuto d'arco da Merope. Il complesso fa parte di una grossa nube di polveri e gas nella quale l'ammasso aperto si ritrova a transitare.
Una piccola nube a sé fu determinata da Edward Emerson Barnard negli immediati pressi della stella, nel novembre 1890; la sua luminosità è maggiore rispetto alle altre della zona, ma la sua luce è comunque oscurata dalla brillantezza della stessa Merope.

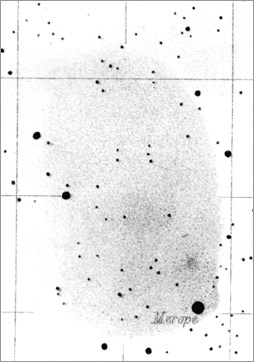
Disegno di Ernst Tempel che mostra la nebulosa attorno a Merope.